# Église Sainte-Marie de Charlestown
L'église Sainte-Marie est une église catholique de Charlestown (quartier de Boston, à l'est des États-Unis). C'est le siège de la paroisse Sainte-Marie-Sainte-Catherine-de-Sienne résultant de la fusion, à cause de la baisse du nombre des fidèles, des deux communautés paroissiales de Sainte-Marie et de Sainte-Catherine-de-Sienne en 2006, cette dernière fermant définitivement en 2008. La paroisse fait partie de l'archidiocèse de Boston.

## Historique
L'édifice de style néogothique anglais, construit entre 1887 et 1893, est l'une des dernières œuvres maîtresses de Patrick Keely (en). Son plafond à charpente en tasseaux de chêne avec des sculptures d'anges, sculptées par Keely lui-même, est remarquable, ainsi que les vitraux issus des ateliers munichois de l'architecte. Elle était fréquentée à l'origine par les descendants de catholiques irlandais qui restent encore majoritaires de nos jours à la paroisse.

## Illustrations

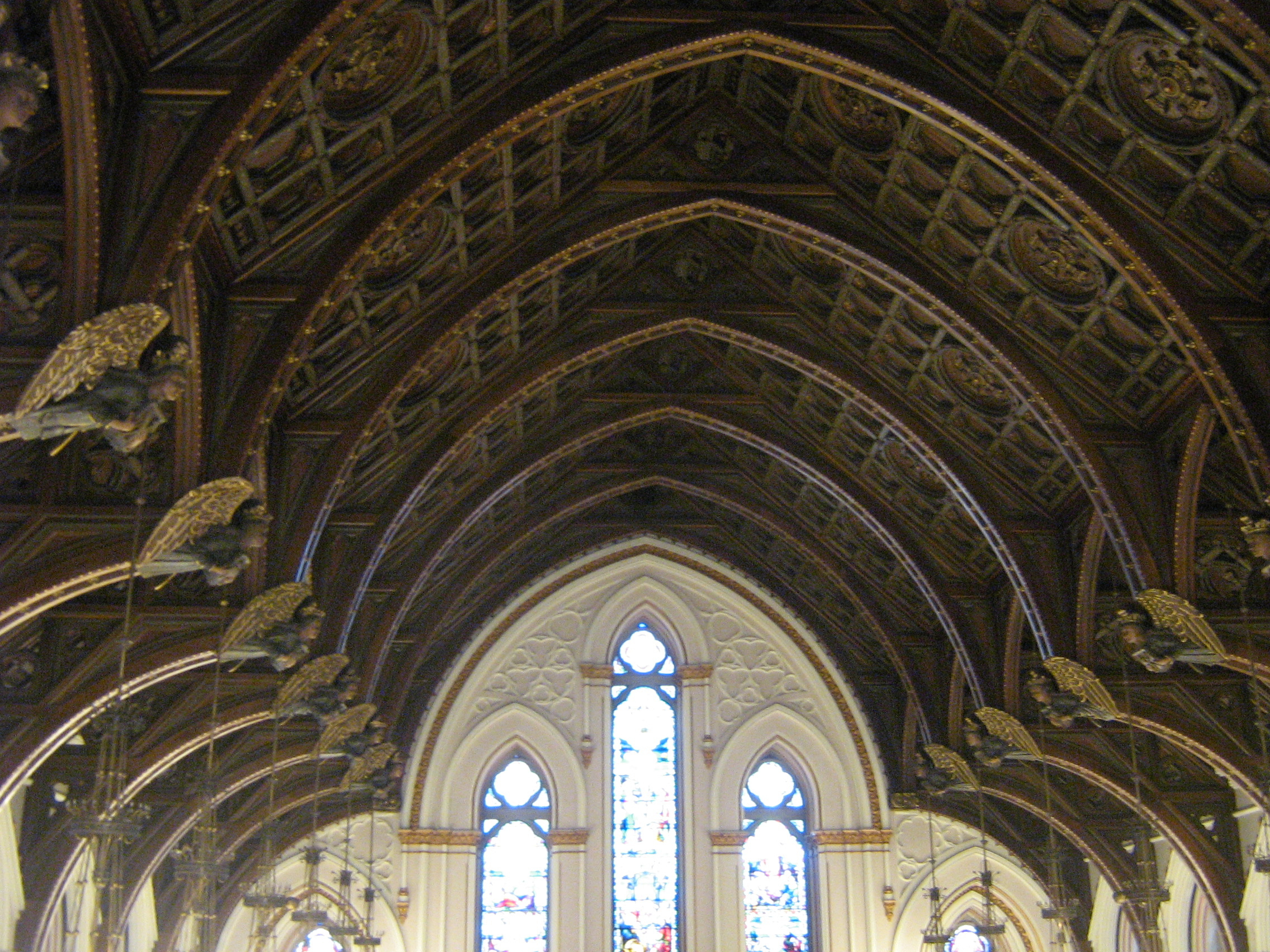
Plafond de l'église à charpente en asseaux, typique du gothique anglais
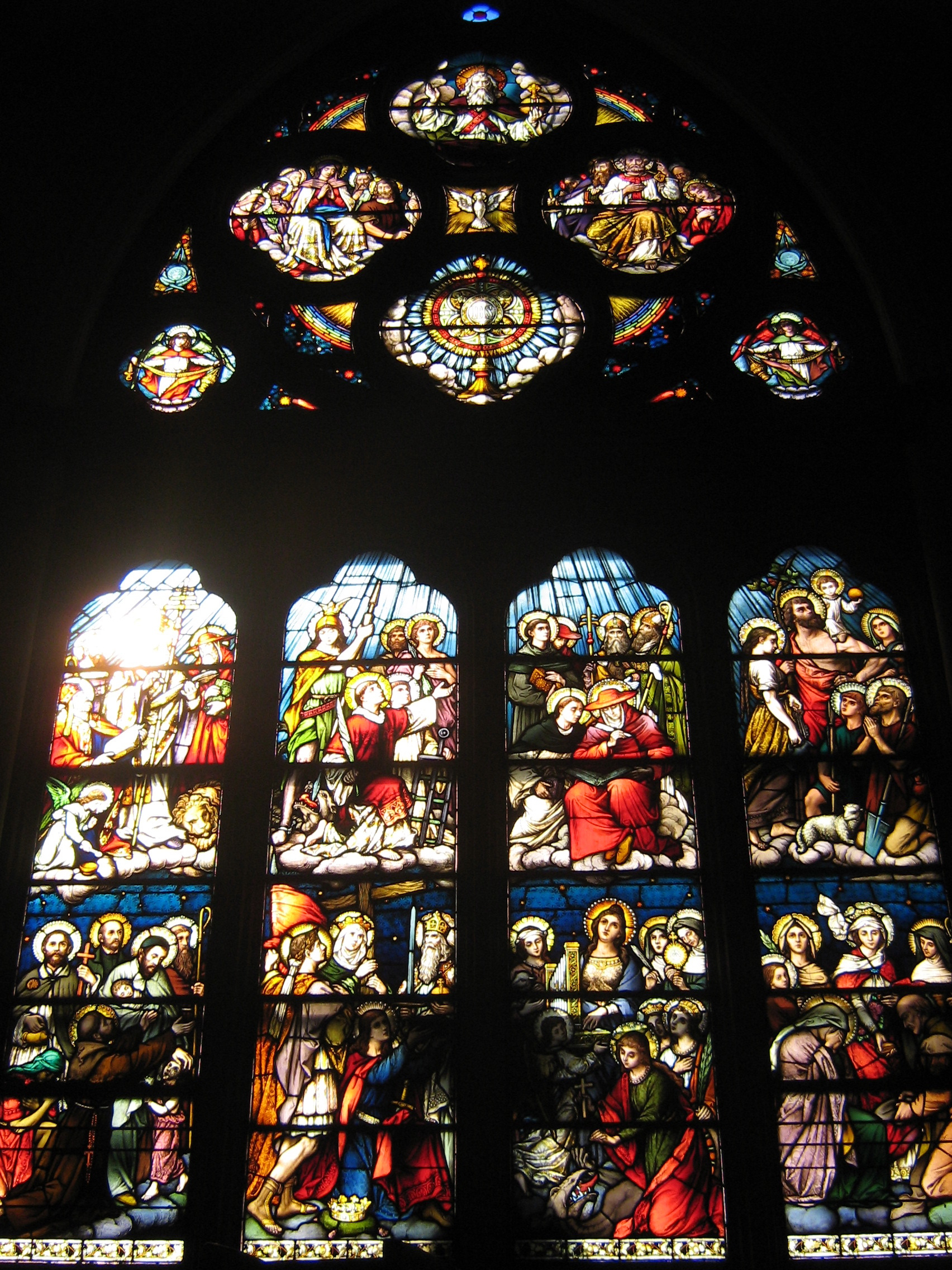
Vitrail remarquable du chœur